# Natalus major
Natalus major és una espècie de ratpenat natàlid endèmica de la República Dominicana i Haiti.
Antigament estava inclosa dins el ratpenat d'orelles d'embut mexicà, tot i que s'ha vist que era clarament diferent.